# Cissampelos mucronata
Cissampelos mucronata är en tvåhjärtbladig växtart som beskrevs av Achille Richard. Cissampelos mucronata ingår i släktet Cissampelos och familjen Menispermaceae. Inga underarter finns listade i Catalogue of Life.